# The Man from Nowhere
Pour plus de détails, voir Fiche technique et Distribution.
The Man from Nowhere (hangeul : 아저씨 ; RR : Ajeossi) est un thriller policier sud-coréen écrit et réalisé par Lee Jeong-beom, sorti en 2010.
Le film est le plus gros succès au box-office coréen de l'année 2010, surpassant Inception de Christopher Nolan et Iron Man 2 de Jon Favreau.

## Synopsis
En 2009, à Séoul en Corée du Sud, des membres de la brigade des stupéfiants sont en planque devant une discothèque. Un échange d'échantillon d'héroïne a lieu entre deux hommes, l'un part dans les vestiaires. Park Hyo-jung — une danseuse de la boite — surgit, le paralyse avec une arme électrique, et s'enfuit avec l'héroïne. Les policiers procèdent à l'arrestation des deux hommes, mais ne trouvent pas la drogue.
Oh Myung-kyu, un chef de gang, donne trois jours aux hommes chargés de l'échange pour récupérer la marchandise volée. Ces hommes sont dirigés par deux frères : Man-seok et Jong-seok.
Cha Tae-sik est un prêteur sur gages solitaire et mystérieux. Il se lie d'amitié avec So-mi, la fille de Hyo-jung qui est sa voisine. Hyo-jung met en gage un appareil photo.
Les frères découvrent que c'est la danseuse qui a volé la drogue. Ils se rendent chez elle et la torturent pour retrouver la marchandise. Ils passent prendre l'appareil photo dans lequel est caché la drogue chez Tae-sik, puis repartent, emportant Hyo-jung et sa fille. Témoin de l'enlèvement, Tae-sik hésite à prévenir la police, qu'il ne met finalement pas au courant.
Ayant remarqué le sang-froid de Tae-sik, les deux frères lui demandent de livrer un paquet à Oh Myung-kyu en échange de Hyo-jung et de sa fille. Tae-sik récupère le paquet, qui contient un jouet dans lequel est caché de la drogue. Il arrive chez Oh Myung-kyu pendant que la brigade des stupéfiants est avertie par les deux frères, qui trahissent ainsi Oh Myung-kyu. La police intervient, Oh Myung-kyu réussit à s'échapper, Tae-sik est arrêté, Hyo-jung est retrouvée dans le coffre de sa voiture, avec des organes manquants.
Tae-sik réussit à s'échapper du poste de police, et se met à la recherche de So-mi. Il remonte la piste et découvre qu'il a affaire à des trafiquants d'organes. Il se rend à une discothèque où se trouvent les frères, mais ils arrivent à s'échapper. En enquêtant sur lui, la police découvre qu'il est un ancien agent des forces spéciales des renseignements militaires de Corée du Sud, en service de 1998 à 2006. C'est la mort de sa femme enceinte qui a provoqué son départ des forces spéciales.
So-mi est placée dans une « fourmilière », avec d'autres enfants. Les fourmis sont des enfants utilisés pour — entre autres — transporter de la drogue sans éveiller les soupçons des forces de police. Tae-sik découvre dans quel quartier se situe la fourmilière, repère un enfant et se met à le suivre. Cette filature le mène à un atelier de transformation de drogue. Il ne trouve pas So-mi, mais le cadavre de Oh Myung-kyu, et Jong-seok, un des deux frères qu'il neutralise. Il propose alors à l'autre frère un marché : Jong-seok en échange de So-mi. Un rendez-vous est pris, mais il tue Jong-seok avant de partir.
Arrivé au lieu de rendez-vous, Man-seok lui présente une paire d'yeux dans un tube, ceux de So-mi. Un combat s'ensuit, Tae-sik tue tous les truands, notamment le deuxième frère, et se prépare à se suicider, mais So-mi apparait, indemne. Elle avait été sauvée par Ramrowan, qui avait eu pitié d'elle parce qu'elle avait été gentille avec lui. Il est alors révélé que les yeux dans le tube appartenaient au chirurgien des gangsters, qui avait été tué par Ramrowan. La police autorise Tae-sik et So-mi à rester ensemble après qu'ils l'arrêtent, et, pendant qu'elle dort, Tae-sik demande s'ils peuvent être déposés dans une supérette. Tae-sik achète un sac à dos avec d'autres fournitures scolaires. Il lui dit que les policiers doivent l'emmener.  Avant de partir, il lui demande un câlin et éclate en sanglots dans son étreinte.

## Fiche technique
Cette fiche technique est établie à partir de KMDb.
- Titre original : 아저씨
- Titre français : The Man from Nowhere
- Réalisation : Lee Jeong-beom
- Scénario : Lee Jeong-beom
- Directeur artistique : Yang Hong-sam
- Photographie : Lee Tae-yoon
- Son : Kim Suk-won
- Montage : Kim Sang-bum
- Musique : Shim Hyun-jung
- Production : Lee Tae-hun et Kim Seong-u
- Société de production : Opus Pictures
- Société de distribution : CJ Entertainment
- Pays d'origine :  Corée du Sud
- Langue originale : coréen
- Format : couleur - 2,35:1 - 35 mm
- Genre : Action, thriller et policier
- Durée : 119 minutes
- Dates de sortie :
  - Corée du Sud : 5 août 2010[3]
  - France : 31 mars 2011 (festival international du film policier de Beaune) ; 18 février 2015 (DVD/Blu-ray)
- Film interdit aux moins de 16 ans lors de sa sortie en DVD en France[4].

## Distribution
- Won Bin (VF : Thomas Roditi) : Cha Tae-sik
- Kim Sae-ron (VF : Louana Trouillard) : Jeong So-mi
- Kim Tae-hoon : l'inspecteur Kim Chi-gon
- Kim Hee-won (VF : Éric Marchal) : Man-seok
- Kim Sung-oh (VF : Fabrice Fara) : Jong-seok
- Lee Jong-pil : l'inspecteur No
- Thanayong Wongtrakul : Ramrowan
- Kim Hyo-seo (VF : Véronique Desmadryl) : Hyo-jeong, la mère de So-mi
- Song Yeong-chang (VF : Hervé Jolly) : le directeur Oh Myeong-gyoo
- Hwang Hwa-soon : la vieille dame
- Kwak Do-won : l'inspecteur Kim
- Jeong Do-won : l'inspecteur Park
- Jo Seok-hyeon : Moon Dal-seo
- Lee Jae-won : Kim Do-chi
- Jo Jae-yoon : Jang Doo-sik
- Hong So-hee : Yeon-soo
- Hwang Min-ho : Nam Seong-sik

## Production

### Genèse et développement

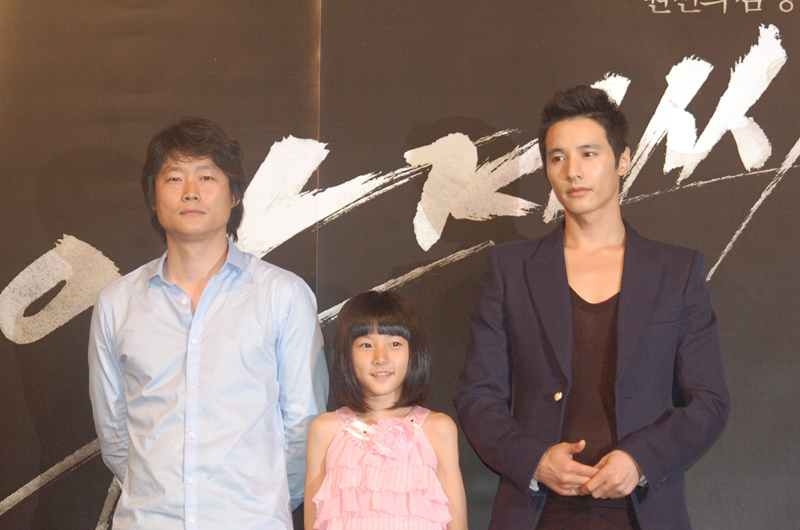
Lee Jeong-beom, Kim Sae-ron et Won Bin lors de l'avant-première du film.

Le réalisateur Lee Jeong-beom a commencé à écrire le script en janvier 2009. La première version a été achevée en trois mois. À l'origine, le personnage principal devait être un agent nord-coréen  âgé de soixante ans mais ensuite, le script a été réécrit, optant pour un homme de quarante ans. L'idée du film est apparue avec des films d'action tels que le film américain La Vengeance dans la peau réalisé par Paul Greengrass, devenu sa source d'inspiration. Il s'est d'ailleurs inspiré d'une scène où l'acteur américain Matt Damon saute à travers une fenêtre et la caméra le suit, et quand il la fracasse, une autre caméra le filme de l'autre côté. Il a voulu que la même caméra suive Won Bin lorsqu'il traverse la fenêtre ainsi qu'à l'atterrissage. Il a donc dû négocier la façon dont cela pourrait fonctionner avec l'équipe CG et d'arts martiaux. Lee Jeong-beom a nommé quelques influences du réalisateur américain Michael Mann et réalisateur japonais Takeshi Kitano ainsi que la série Die Hard. Il a révélé également qu'en raison de sa génération, il a grandi en regardant beaucoup de films de John Woo et qui avait sans aucun doute une influence sur lui.

### Attribution des rôles
Le rôle de Cha Tae-sik devait à l'origine être incarné par Kim Myeong-min. Accidentellement, l'acteur Won Bin a lu le script et a voulu tenir le rôle. Lee Jeong-beom a expliqué dans une interview, qu'en Corée du Sud, il est généralement le cas que les entreprises de production cinématographique ont tendance à envoyer les scripts aux acteurs mais Won Bin l'a contacté directement après avoir lu le script. Le réalisateur aurait voulu éviter les acteurs de renom, préférant plus les acteurs qui ont une grande quantité de potentiel et moins se concentrer sur le profil mais il a été impressionné par la passion et le dévouement avec lesquels Won Bin a voulu lui-même incarner le rôle de Cha Tae-sik.
Il a été prévu que l'acteur Yang Ik-joon joue le rôle du détective Kim Chi-gon mais en raison d'un différend avec le personnel de la production, il n'a pas pu rejoindre le casting. À sa place, l'acteur Kim Tae-hoon a repris son rôle,.

### Tournage
Le tournage a débuté en décembre 2009. Toutes les cascades dans le film ont été tournées par Won Bin malgré l'insistance du directeur de l'équipe de cascadeurs. Won Bin est ceinture noire au taekwondo mais en raison de l'utilisation d'armes, il a suivi une formation durant trois mois avant le tournage. Il avait déclaré : « Nous avons beaucoup préparé avant le début du tournage de sorte que nous ayons la chance de terminer le film sans accidents ou blessures. » Malgré cela, il a été impliqué dans un autre incident. Au cours d'une scène de fusillade à la suite de l'impact du bruit au volume très élevé l'a laissé partiellement malentendant pendant un certain temps par la suite.

### Musique
La bande originale de The Man From Nowhere a été créée par la compositrice sud-coréenne Shim Hyeon-jeong. Elle est sortie le 4 août 2010 et elle se compose de vingt-deux titres.
- 01 - The Man From Nowhere - 2′36″
- 02 - In Tae - Sik s Memory - 5′24″
- 03 - Trash Can - 12′24″
- 04 - Mother In Danger - 18′47″
- 05 - Chasing Her - 19′45″
- 06 - Chain Of Mystery - 22′46″
- 07 - Fights In Golf Club - 1′59″
- 08 - Finding Clue - 8′20″
- 09 - Dark Knight - 9′26″
- 10 - Somi in Danger - 14′53″
- 11 - Surviving Today - 11′23″
- 12 - Agent. Tae - Sik - 9′37″
- 13 - Dirty Cash - Mystery - 21′21″
- 14 - His Path Of Life - 9′22″
- 15 - There's No One But You - 14′42″
- 16 - Shave Himself - 7′54″
- 17 - Delivering Drug - 1′33″
- 18 - Jump Off - 7′45″
- 19 - Spit - Mystery - 3′06″
- 20 - The Last Bullet - 9′53″
- 21 - Ajussi - 31′40″
- 22 - Dear - Mad Soul Child - 2′40″

## Accueil

### Accueil critique
Le film a reçu des critiques positives de la part des critiques de langue anglaise. Un de ces critiques, Russell Edwards de Variety a commenté : « La violence brutale domine le thriller dynamique coréen The Man from Nowhere. L'idole locale Won Bin (Mother, Frères de sang) se transforme en un héros d'action dans le récit rapide et imbibé de sang du scénariste Lee Jeong-beom, à propos d'un homme mystérieux qui est pris dans une guerre de gangs, tout en essayant de protéger un enfant, rappelant Léon de Luc Besson ».

### Box-office
| Pays         | Box-office        |
| Corée du Sud | 6 282 774 entrées |

- Le film devient le premier film des plus gros succès du box-office sud-coréen de l'année 2010 avant The Secret Reunion de Jang Hun et Moss de Kang Woo-suk[12].
- Lors de sa sortie au cinéma, le film a enregistré 712 000 entrées du 6 au 8 août 2010 et prend la première place dans le box-office sud-coréen de 2010 pendant cinq semaines consécutives. Un total de 6 282 774 billets ont été vendus après que la projection du film se termine le 17 novembre 2010[12]. Le film a rapporté un total de 42 484 155 dollars en Corée du Sud[13].
- Le 1er octobre 2010, la société de distribution CJ Entertainment a distribué le film en salles limitées en Amérique du Nord et a récolté environ 35 751 dollars. Après l'élargissement de la sortie du film dans 19 salles de cinéma, le film a finalement rapporté 528 175 dollars aux États-Unis et au Canada[14].

## Adaptations
Dès début mars 2012, la société de production cinématographique Dimension Films a annoncé qu'elle a acheté les droits d'auteur de CJ Entertainment afin de faire l'objet d'un remake américain dont l'adaptation sera écrit par le scénariste américain Shawn Christensen. L'accord a été négocié avec le vice-président, Ted Kim de CJ Entertainment. Shawn Christensen écrit et réalise le court-métrage, Curfew la même année.
En Inde, avec un budget de 300 millions de roupies indiennes, la reprise est rebaptisée Rocky Handsome (en), produit par Azure Entertainment et John Abraham Entertainment et réalisé par Nishikant Kamat. Dans le rôle de l'ancien agent des forces spéciales des renseignements militaires de Corée du Sud, il a été prévu que l'acteur John Abraham tient le rôle principal. Le film est sorti en mars 2016.

## Distinctions

### Récompenses
- 2010 : 
  - 19e Buil Film Awards : 
    - Meilleure musique pour Shim Hyun-jung.
    - Prix spécial, décerné par le jury indépendant de Buil Film Awards.

  - 19e Festival du film de Philadelphie : Graveyard Shift Special Mention[19].
  - 47e Grand Bell Awards : 
    - Meilleur acteur pour Won Bin.
    - Prix de popularité pour Won Bin.
    - Meilleur montage pour Kim Sung-bum et Kim Jae-bum.
    - Meilleurs effets visuels pour Jeong Do-un.

  - 8e Korean Film Awards[20],[21] : 
    - Meilleur acteur pour Won Bin.
    - Meilleure nouvelle actrice pour Kim Sae-ron.
    - Meilleure photographie pour Lee Tae-yoon.
    - Meilleur éclairage pour Lee Chul-oh.
    - Meilleur montage pour Kim Sang-bum et Kim Jae-bum.
    - Meilleurs effets visuels pour Park Jung-ryul (pour les scènes d'action)
    - Meilleure musique pour Shim Hyun-jung.

  - 31e Blue Dragon Film Awards[22] : 
    - Prix technique pour Park Jung-ryul (pour les scènes d'action)
    - Prix de popularité pour Won Bin.
    - Prix du box office.

  - 2e Korean Wave Industry Awards : Prix de la culture populaire (section Film).
  - 6e Festival du Film de l'université de Corée : 
    - Meilleur réalisateur pour Lee Jeong-beom.
    - Meilleur acteur pour Won Bin.
    - Meilleure photographie pour Lee Tae-yoon.
    - Meilleure musique pour Shim Hyun-jung.

  - 13e Director's Cut Awards : Meilleure production pour Opus Pictures, décerné à Lee Tae-hun.
  - 11e National Assembly Society of Popular Culture & Media Awards : Film de l'année.
- 2011 : 
  - 2e Film Journalists Association Annual Film Awards : Meilleur acteur pour Won Bin.
  - 8e Maxmovie Awards :
    - Meilleur réalisateur pour Lee Jeong-beom.
    - Meilleur acteur pour Won Bin.
    - Meilleure nouvelle actrice pour Kim Sae-ron.

  - 3e Festival international du film policier de Beaune : Grand prix[23],[24].
  - 47e Baeksang Arts Awards : Meilleur film.
  - 33e Golden Cinematography Awards : Médaille d'or de la photographie pour Lee Tae-yoon.

### Nominations
- 2010 : 
  - 31e Blue Dragon Film Awards : Meilleur acteur pour Won Bin.
- 2011 : 
  - 3e Festival international du film policier de Beaune : 
    - Prix du jury
    - Prix Spécial Police
    - Prix de la critique

  - 47e Baeksang Arts Awards : Meilleur acteur pour Won Bin.